# Marcel Peeper
Marcel Benjamin Peeper (* 9. September 1965 in Amsterdam) ist ein ehemaliger niederländischer Fußballspieler. Er war in der Eredivisie unter anderem für HFC Haarlem und den FC Twente aktiv. In Deutschland spielte er eine Saison beim Wuppertaler SV in der Oberliga Nordrhein. Er machte darüber hinaus ein Länderspiel mit der niederländischen Nationalmannschaft, während dessen er nach 18 Minuten mit einem Beinbruch ausgewechselt werden musste.

## Vereinskarriere
Peeper spielte in der Jugend in seiner Heimatstadt Amsterdam zunächst beim Amsterdamsche FC und dann bei Ajax, für den schon sein Vater Sjaak Peeper Mitte der 1950er Jahre aktiv gewesen war. Er sollte einen Profivertrag beim Team von Trainer Johan Cruijff erhalten, doch seinem Vater bot Ajax zu wenig Geld. Seine Profikarriere begann daher beim HFC Haarlem, für den er ab 1985 in der Eredivisie antrat. Dabei tat sich der als Linksaußen oder im linken Mittelfeld eingesetzte Peeper weniger als Goalgetter denn als Vorbereiter mit Übersicht hervor; in seiner ersten Saison traf er in 24 Spielen nicht einmal in den gegnerischen Kasten. Er selbst meinte dazu später: „Mein Vater sagte mir die ganzen Jahre, ich müsse egoistischer spielen, mehr meine eigenen Chancen suchen. Aber wenn ich einen Mitspieler frei stehen sah, dann bekam der den Ball.“ Insgesamt machte Peeper in seinen vier Spielzeiten in Haarlem nur neun Tore bei 115 Erstligaeinsätzen. In der zweiten Hälfte seiner Haarlemer Zeit war Dick Advocaat Peepers Trainer, der mit dem HFC seine erste Trainerstation im bezahlten Fußball hatte.
Zur Saison 1989/90 wechselte Peeper zum Ligakonkurrenten FC Twente nach Enschede, der sich in dieser Spielzeit zum dritten Mal in Folge hinter PSV und Ajax den dritten Rang im niederländischen Fußball sicherte. Bei Trainer Theo Vonk erspielte Peeper sich gleich einen Stammplatz im Team um Mannschaftskapitän Fred Rutten und den ebenfalls zu dieser Saison nach Enschede gewechselten dänischen Mittelstürmer Claus Nielsen. Im September 1989 gab Peeper sein internationales Debüt im UEFA-Pokal gegen den Club Brugge. Auch das Trainerteam der Nationalmannschaft wurde in dieser Zeit auf ihn aufmerksam. Nach 29 Pflichtspielen für die Tukkers kam er zu seinem Einsatz in Oranje, der mit einem Beinbruch und mehr als zwei Jahren Verletzungspause endete. Erst gegen Ende der Saison 1991/92 kam er in die erste Mannschaft des FC Twente zurück, machte jedoch im Jahr 1992 nur noch elf Spiele mit. Seine alte Form fand er dabei nicht wieder. Im Winter 1992/93 wurde er für die Rückrunde an Sparta Rotterdam ausgeliehen.
Zur Saison 1993/94 ging Peeper in die Zweite Division nach Belgien. Beim FC Lokeren blühte er wieder auf, machte in seiner ersten Spielzeit dort in 34 Matches acht Tore. Nach drei Saisons stieg er mit Lokeren in die Erste Division auf. Ein Jahr spielte er in Belgien noch in der höchsten Klasse, danach versuchte er sich ab 1997 noch einmal in der Eredivisie beim FC Groningen, mit dem er allerdings absteigen musste. Nachdem er eine Saison in der zweiten niederländischen Liga gespielt hatte, verpflichtete ihn der Wuppertaler SV, für den er sein erstes Pflichtspiel am Zoo im DFB-Pokal am 1. August 1999 gegen Kickers Offenbach machte. Der WSV sollte sein letzter Verein im bezahlten Fußball sein; ab dem Sommer des Jahres 2000 ließ Peeper seine Karriere bei den Amateuren von Türkiyemspor in Amsterdam ausklingen.

### Stationen
- Amsterdamsche FC (Jugend)
- AFC Ajax (Jugend)
- HFC Haarlem (1985–89) 115 Spiele (9 Tore) in der Eredivisie[4]
- FC Twente (1989–93) 37 Spiele (1 Tor) in der Eredivisie, 2 Spiele im niederländischen Pokal, 2 Spiele im Europapokal[5]
- Sparta Rotterdam (1993) 11 Spiele in der Eredivisie[4]
- SC Lokeren (1993–97) 31 Spiele in der Ersten Division, 101 Spiele (19 Tore) in der Zweiten Division[4]
- FC Groningen (1997–99), 29 Spiele in der Eredivisie, 10 Spiele in der Eerste Divisie[4]
- Wuppertaler SV (1999/2000) 5 Spiele in der Oberliga Nordrhein,[6] 1 Spiel im DFB-Pokal[7]
- Türkiyemspor Amsterdam (2000)

## Nationalmannschaft
Nachdem Peeper zum FC Twente gewechselt und dort zum Stammspieler geworden war, berief ihn der nach der Entlassung von Thijs Libregts zum Interims-Bondscoach aufgestiegene Nol de Ruiter im Frühjahr 1990 erstmals in den Kader der Nationalmannschaft. Peeper flog mit der Elftal nach Kiew zum „Freundschaftsspiel“ gegen die Auswahl der UdSSR, gegen die er am 28. März 1990 im Zentralstadion Kiew auf der linken Seite in der Startformation der Niederländer stand. Schon nach zehn Minuten waren die Sowjetkicker durch einen Elfmeter in Führung gegangen; doch was allen, die dieses Spiel in den Niederlanden an den Bildschirmen verfolgten, im Gedächtnis blieb, war das, was sich acht Minuten später abspielte. Peeper und Richard Witschge beherrschten trotz des Rückstands die linke Angriffsseite. Als Witschge in der 18. Minute auf Peeper passte, ging dieser steil an der Seitenlinie, um von dort zu flanken. Mit gestrecktem Bein grätschte der für Borussia Dortmund spielende Weißrusse Gorlukowitsch, rechter Verteidiger der sowjetischen Elf, Peeper in die Beine – ein Foul, das Schiedsrichter Sándor Puhl nicht ahndete. Jahre später schilderte ein niederländischer Journalist das Ergebnis mit den Worten Kiev: Krak („Kiew: Knacks“): Mit seinem Tritt auf Peepers Unterschenkel hatte Gorlukowitsch dessen Schien- und Wadenbein gebrochen.
Der Niederländer wurde in Kiew versorgt, sein Bein in Gips gelegt, nach Peepers Empfinden dauerte das „einen halben Tag“. Erst zwei Tage später, nach der Rückreise, erfuhr Peeper, wie kompliziert die Verletzung war. Vier Operationen waren nötig; noch heute hat er von der Wade bis zum Knie einen Nagel im Schienbein, mit dem der Knochen nach dem mehrfachen Bruch stabilisiert wurde. Seine weitere Laufbahn war für fast zweieinhalb Jahre unterbrochen. Die heimliche Hoffnung, bei der WM in Italien dabei zu sein, war gestorben. Der KNVB kümmerte sich um Peeper, bezahlte ihm zur WM eine Mittelmeerkreuzfahrt, während der er WM-Spiele besuchen konnte; doch an einen zweiten Einsatz in der Nationalmannschaft war auch nach seiner Genesung nicht mehr zu denken. So blieb das Match am 28. März 1990 Peepers einziges Länderspiel.
Erst mehr als 21 Jahre später, am 21. Mai 2011, trug Peeper erneut das Oranje-Trikot, als er – beim Jubiläumsspiel der VV Schagen anlässlich deren hundertjährigen Bestehens – sein Debüt in der Auswahl der Alt-Internationalen gab.

## Privates
Das Jahr 1990 war auch privat ein Unglücksjahr für Peeper. Wenige Wochen vor dem Beinbruch war seine Freundin mit dem Auto tödlich verunglückt; ebenso kam sein Freund und Sportskamerad Tom Krommendijk bei einem Autounfall ums Leben. Nach seiner fußballerischen Laufbahn eröffnete Peeper zwei Ladengeschäfte für Bekleidung.